# Idaux-Mendy
Idaux-Mendy é uma comuna francesa na região administrativa da Nova Aquitânia, no departamento dos Pirenéus Atlânticos. Estende-se por uma área de 9,68 km². Em 2010 a comuna tinha 279 habitantes (densidade: 28,8 hab./km²).